# الألمانية القياسية
الألمانية القياسية، الألمانية العليا أو بشكل أكثر دقة الألمانية العليا القياسية (بالألمانية: Standarddeutsch)‏ ، Hochdeutsch أو في سويسرا، Schriftdeutsch )، هو مجموعة موحدة من اللغة الألمانية المستخدمة في السياقات الرسمية والتواصل بين مناطق التي تستخدم لهجات مختلفة.
فيما يتعلق بالإملاء وعلامات الترقيم، يتم نشر معيار موصى به من قِبل مجلس التقويم الألماني (الذي تم تشكيله في عام 2004) والذي يمثل حكومات جميع الدول ذات الغالبية والأقلية والأقليات الناطقة بالألمانية.

## المصطلح
في اللغويات الألمانية، تسمى الأصناف الإقليمية التقليدية للألمانية باللهجات، وليس الأنواع المختلفة من الألمانية القياسية. وتعرف هذه الأخيرة باسم Umgangssprachen، وفي أراضي ألمانيا بدأت تحل محل اللهجات التقليدية التي بدأت في القرن التاسع عشر. أنها تشكل مزيجا من عناصر الديالكاتية القديمة مع الألمانية القياسية.